# 올림푸스 E-3
올림푸스 E-3(Olympus E-3)은 올림푸스의 디지털 SLR이다. 올림푸스 E-1의 후속 기종으로, 2007년 10월 17일 발표되었다. 기존 필름 카메라 시스템에 바탕을 두지 않고, 디지털을 고려해 렌즈 마운트와 전체 시스템이 디자인된 포서즈 시스템을 사용한다. 1천만 유효 화소를 가진 마쯔시다 Live MOS 이미지 센서를 사용하며, 라이브 뷰 기능을 제공한다.
올림푸스의 플래그십 카메라로서, 방진방습 기능, 라이브 뷰 기능 등을 제공한다.
E-1과 비교했을 때, 다음과 같은 차이점이 있다.
- 높아진 화소수
- 센서 기반 영상 흔들림 방지 기능 제공
- 향상된 자동 초점 시스템
- 라이브뷰 기능 제공
- 향상된 뷰파인더
- 내장 플래시 추가